# Bill Rafferty
William "Bill" Rafferty (17 de junio de 1944 - 11 de agosto de 2012) fue un comediante e imitador quien fue el anfitrión de los programas de concursos Every Second Counts (1984, sindicado), Card Sharks (1986-1987, sindicación), y Blockbusters (1987, NBC).
Rafferty nació en Queens, Nueva York. Su primera aparición en televisión nacional fue como reportero itinerante del reality de la NBC, Real People, que se desarrolló entre 1979-1984.
También hizo algunas apariciones en episodios de Laugh-In durante las versiones del show en los años de 1970. Durante sus breves períodos de presentador de concursos, Rafferty desarrolló latiguillos, entre ellos "doble implicación", lo que significa que cualquier competidor puede ganar el juego o el partido con la siguiente respuesta correcta en Blockbusters y "la tierra de los regalos de despedida" que se utilizó en los programas de Blockbusters y Card Sharks, lo que significa que la persona que perdió la partida, gana los premios mencionados por el locutor en el cierre del show. Rafferty fue el anfitrión de un programa de televisión en Retirement Living TV, llamado Retired and Wired, que se estrenó en octubre de 2007.
Rafferty murió en la mañana del 11 de agosto de 2012 de causas desconocidas.